# Fiorenzo Tomea

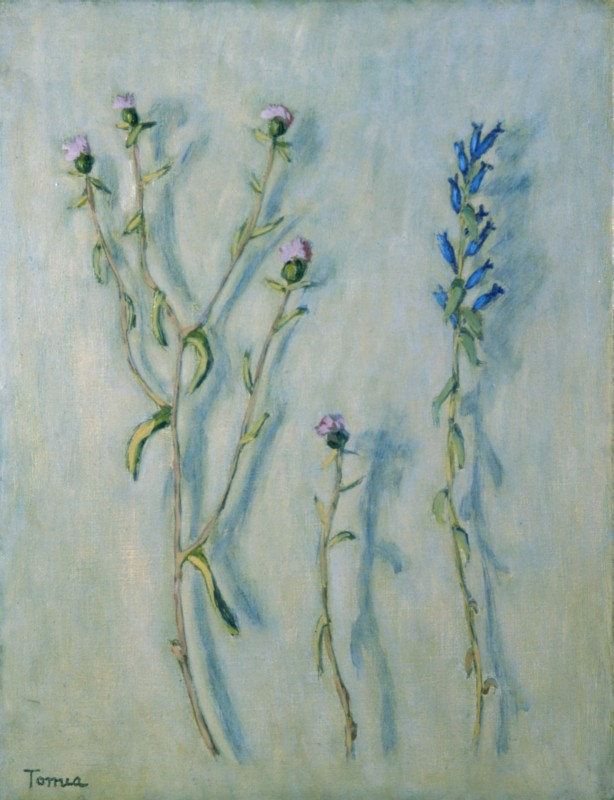
Fiori di campo n. 2, 1955 ca.
Fondazione Cariplo

Fiorenzo Tomea (Zoppé di Cadore, 7 febbraio 1910 – Milano, 16 novembre 1960) è stato un pittore italiano.

## Biografia
Ultimo dei dieci figli di Carlo e di Luigia Zanettin, trascorre l'infanzia in povertà. Morto il padre nel 1920, due anni dopo segue il fratello Giovanni e si trasferisce a Milano ad esercitare vari mestieri (prima in un'osteria, poi in un circo, infine come venditore ambulante). Nel 1926, sempre al seguito del fratello, si trasferisce a Verona e inizia a frequentare i corsi serali dell'Accademia Cignaroli, dove diventa amico di Sandro Bini, Renato Birolli e Giacomo Manzù
Nel 1928, alla fine dei due anni di corso, ritorna a Milano dove conosce Aligi Sassu, Bruno Cassinari, Domenico Cantatore e Francesco Messina.
Determinante è l'incontro con Edoardo Persico, critico napoletano, giunto a Milano da Torino dopo l'esperienza con Il Gruppo dei Sei. Grazie a Persico, Tomea viene a conoscenza delle opere di Carlo Carrà, di Ottone Rosai, della pittura metafisica, dell'Impressionismo, di Paul Cézanne e delle lettere di Vincent van Gogh.
Nel 1931 viene chiamato alle armi e presta servizio militare a Firenze nel 7º Genio. Nel 1932 Persico organizza presso la Galleria il Milione una mostra collettiva alla quale Tomea partecipa con Manzù, Birolli, Cortese e Grosso.
Nell'autunno del 1934 si reca a Parigi assieme al suo amico Aligi Sassu e vi rimane per circa sei mesi. Qui può finalmente studiare dal vivo le opere degli Impressionisti, di Cézanne, di Van Gogh, di James Ensor. Incontra parecchi pittori italiani: Gino Severini, Giorgio de Chirico, Achille Funi, Filippo de Pisis, Massimo Campigli, Renato Guttuso, Orfeo Tamburi, Leonor Fini, Lionello Venturi, Vittorio Schweiger.
Al suo ritorno, nel 1935, si stabilisce definitivamente a Milano, Fiorenzo Tomea vivrà e compirà tutte le sue opere più importanti in viale Beatrice d'Este 17 a Milano, trovando l'ispirazione sotto i grandi alberi del quartiere insieme alla pittrice appartenente all'alta nobiltà svizzera Elisabetta Keller, che lasciò la sua grande villa di Monza per dipingere e al pittore Delio Tessa, residenti anche essi sempre nel Palazzo di Viale Beatrice d'Este 17. e inizia la stagione delle grandi mostre: infatti, nel 1936 espone con Manzù, Sassu, Gabriele Mucchi e la Wiegmann alla Galleria La Cometa di Roma.
Nel 1937 vince la Medaglia d'oro del Ministero dell'Educazione alla VIII Mostra sindacale lombarda, al Palazzo della Permanente di Milano, per il quadro Candele e Maschere. Nel dicembre dello stesso anno allestisce la prima personale presso la Galleria la Cometa di Roma, presentata da Carlo Carrà. 

Quadri importanti di questo periodo sono Candele e Maschere, La Tempesta, Il Drago. Partecipa nel 1939 alla prima mostra del Gruppo di Corrente (che prese il nome dal giornale fondato da Ernesto Treccani). Nell'ottobre del 1940 espone con successo presso la  Galleria Barbaroux di Milano. Nel 1942 partecipa alla XXIII Biennale d'arte di Venezia, con diciannove opere in una sala personale a lui riservata.
Nel 1943 si sposa con Maria Camilla Centonze e nello stesso anno soggiorna per alcuni mesi in Umbria, dove esegue, su commissione di Angelo Moratti, un mosaico raffigurante Santa Barbara, in una cappellina delle miniere di Pietrafitta, nei pressi di Chiusi.
Sempre di argomento sacro, esegue nel 1945 a Marzio, presso Varese, nella chiesa parrocchiale, due grandi affreschi:  La resurrezione di Lazzaro e San Pietro che fa l'elemosina. Nello stesso anno nasce il primo figlio, Paolo.
Nel 1947 Tomea vince il primo Premio Auronzo con il quadro Case cadorine e nel 1948 vince il primo Premio alla Mostra di arte sacra dell'Angelicum di Milano, con un  Crocefisso di particolare valenza drammatica. Nel 1949 nasce la figlia Felicia. Nel 1951 espone con una personale alla Mostra degli Artisti d'Italia.
Nel 1949-1950, Tomea aderisce al progetto della importante collezione Verzocchi, sul tema del lavoro, inviando, oltre ad un autoritratto, l'opera Il raccolto dell'orzo. La collezione Verzocchi è oggi conservata presso la Pinacoteca Civica di Forlì.
Il 1954 è l'anno del Premio Marzotto, con un secondo posto. Nel 1955 tiene una personale alla Mostra Artisti d'Italia a Milano. 

Nel 1956 gli viene riservata una sala alla Biennale d'arte di Venezia e vince il secondo premio al Premio del Maggio di Bari e il primo Premio alla Mostra d'arte sacra dell'Antoniano di Bologna. Nello stesso anno vienne eletto Sindaco di Zoppé, carica che manterrà fino alla morte.
Tra gli anni 1955-1957 si colloca una particolare produzione pittorica detta Finestre, in cui Tomea tratta due temi a lui cari: il paesaggio e la natura morta. Nel 1957 vince il Premio Ascom al Concorso nazionale di pittura e nel 1958 il Premio Michetti a Francavilla a Mare.
Il 1958 è un anno assai importante per la carriera artistica di Fiorenzo Tomea: nel dicembre viene inaugurata la chiesa di Santa Barbara a Metanopoli, presso San Donato Milanese, ove l'intera parete absidale è rivestita dal suo grande mosaico intitolato Il Calvario, opera che gli era stata commissionata da Enrico Mattei, allora presidente dell'Eni. 

È un'opera monumentale quella che Fiorenzo Tomea riesce a terminare, anche se ormai i sintomi della malattia che lo affligge, lo costringono a periodi sempre più lunghi di riposo. Il Calvario misura 800 metri quadrati ed è l'elemento centrale in una chiesa che ospita lavori di altri artisti: Giò Pomodoro e Arnaldo Pomodoro per il portale, Pericle Fazzini per la Via Crucis, Bruno Cassinari per la pala della Madonna della Speranza, Franco Gentilini per la cappella di Sant'Antonio.
Nei primi mesi del 1960 Tomea non riesce più a produrre nulla; in una pausa della malattia Aglauco Casadio riesce a girare un documentario sulla sua vita e le sue opere, lavoro di grandissima sensibilità che consegue il Primo Premio alla III Mostra internazionale del film sull'arte di Venezia. 

Estremo omaggio al Maestro saranno le ultime due mostre: quella antologica di Torino, tenutasi al Piemonte Artistico e Culturale e quella di Pieve di Cadore, tenutasi presso la Magnifica Comunità cadorina. 
Tomea viene ricoverato in clinica a Milano, ove muore il 16 novembre 1960. È sepolto a Zoppé di Cadore.
Già nel 1965, gli viene dedicata una retrospettiva nell'ambito della IX Quadriennale di Roma.
Nel 2002 è stata organizzata al Palazzo delle Contesse di Mel un'ultima importantissima mostra antologica.

## Fiorenzo Tomea nei musei
- Museo d’arte moderna Rimoldi di Cortina d'Ampezzo (BL)
- Collezione Verzocchi, nel Palazzo Romagnoli, a Forlì
- Museo Collezione Mazzolini a Bobbio, Pc